# OSGEP
A provável O-sialoglicoproteína endopeptidase é uma enzima que em humanos é codificada pelo gene OSGEP.